# Bystrianska jaskyňa
Die Bystrianska jaskyňa (deutsch Bystráer Höhle) befindet sich auf dem Südhang der Niederen Tatra in der Schutzzone des dortigen Nationalparks, südlich der Gemeinde Bystrá (Okres Brezno). Der Eingang für den Schauhöhlenbereich befindet sich auf 565 m n.m. Die bisher entdeckte Länge beträgt mehr als 3,5 km, davon ist ein 545 m langer Teil seit 1968 touristisch erschlossen.
Der Eingangsbereich zum alten Teil der Höhle ist lokal seit langem bekannt. Aber erst 1923 traten J. Kovalčik und E. Laubert in den Untergrund ein. 1926 wurde die Schlucht Peklo (deutsch Hölle) entdeckt, über welche man zum neuen Teil der Höhle gelangt, deren Eingang 1932 auch gefunden wurde. Zum ersten Mal erschloss man die Höhle in den Jahren 1939–40, damals aber noch ohne elektrische Beleuchtung. In den Schlusstagen des Zweiten Weltkriegs ereignete sich hier ein Zwischenfall, nachdem einige Einwohner nach der Besetzung von Bystrá am 20. Januar 1945 durch die Wehrmacht sich in der Höhle versteckten. Obwohl der Eingangsbereich durch Minen versperrt wurde, überlebten die Einwohner bis zur Befreiung des Ortes 21 Tage in 40 m Tiefe. Heute erinnert eine Tafel im Zrútený dóm an eines der Opfer, der während der verspäteten Flucht erschossen wurde.
1968 wurde der heutige Schauhöhlenbereich erschlossen, zugleich die Höhle zum nationalen Naturdenkmal erklärt. Seit 1971 wird abseits des Schauhöhlenbereichs im Liečebný dóm Speläotherapie betrieben, wo besonders Erkrankungen des Atemapparats behandelt werden.
Ähnlich wie andere Höhlen in der Gegend ist auch diese durch Wasseraktivität des Baches Bystrianka durch den mesozoischen Kalk der mittleren Trias entstanden, daneben treten auch Bereiche von hellgrauem Dolomit auf. Die Höhlengänge sind wesentlich durch tektonische Störungen geprägt. In der Schlucht Peklo kann man ab und zu Stücke aus Aragonit finden.
Die relative Feuchtigkeit beträgt 92 bis 98 % und die Lufttemperatur 5,7 bis 6,7 °C. Es sind acht Fledermaus-Arten bekannt, davon am häufigsten kommen die Kleine Hufeisennase (Rhinolophus hipposideros) und das Mausohr (Myotis myotis) vor.